# Menace to Sobriety
Menace to Sobriety é o segundo álbum de estúdio da banda Ugly Kid Joe, lançado em 1995.

## Faixas
1. "Intro" – 1:49
2. "God" – 2:54
3. "Tomorrow's World" – 4:18
4. "Clover" – 3:34
5. "C.U.S.T." – 2:59
6. "Milkman's Son" – 3:51
7. "Suckerpath" – 4:53
8. "Cloudy Skies" – 4:28
9. "Jesus Rode a Harley" – 3:15
10. "10/10" – 3:37
11. "V.I.P." – 3:46
12. "Oompa" – 2:04
13. "Candle Song" – 2:56

## Desempenho nas paradas musicais
| Parada musical (1995)          | Posição |
| ------------------------------ | ------- |
| Estados Unidos - Billboard 200 | 178     |